# Fransormstjärnor
Fransormstjärnor (Ophiuridae) är en familj av ormstjärnor som beskrevs av T. Lyman 1865. Fransormstjärnor ingår i ordningen Ophiurida, klassen ormstjärnor, fylumet tagghudingar och riket djur. Enligt Catalogue of Life omfattar familjen Ophiuridae 363 arter. 

## Bildgalleri

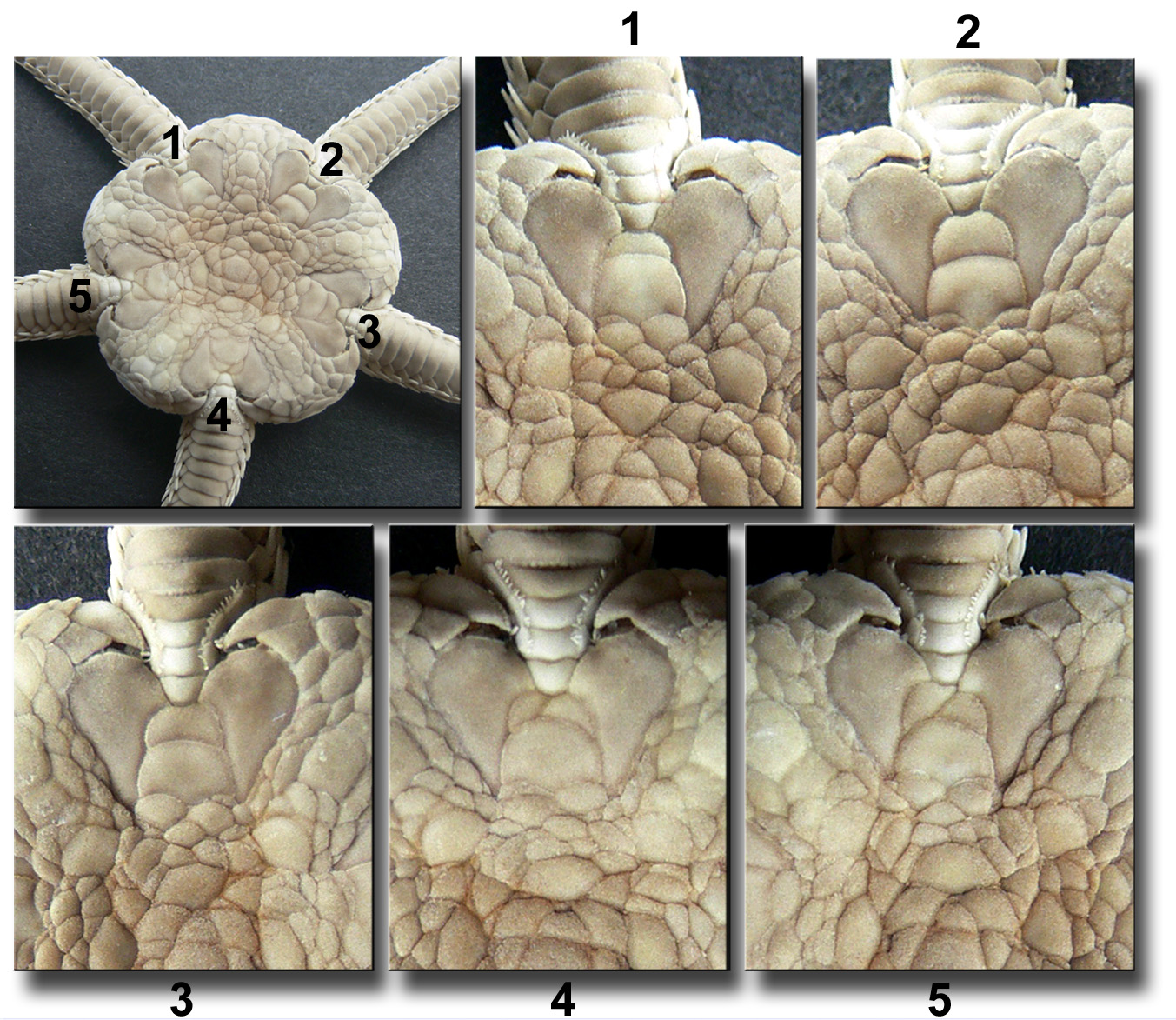

## Dottertaxa till Fransormstjärnor, i alfabetisk ordning[1][2]
- Abyssura
- Amphiophiura
- Anthophiura
- Astrophiura
- Bathylepta
- Dictenophiura
- Euvondrea
- Gymnophiura
- Haplophiura
- Ophiambix
- Ophiernus
- Ophioceramis
- Ophiochalcis
- Ophiochrysis
- Ophiocrossota
- Ophiocten
- Ophioctenella
- Ophiocypris
- Ophioelegans
- Ophiogona
- Ophiolebella
- Ophioleuce
- Ophiolipus
- Ophiomages
- Ophiomastus
- Ophiomisidium
- Ophiomitrella
- Ophionotus
- Ophiopallas
- Ophiopenia
- Ophioperla
- Ophiophycis
- Ophiophyllum
- Ophiopleura
- Ophioplinthus
- Ophiopyren
- Ophiopyrgus
- Ophiosphalma
- Ophiosteira
- Ophiostriatus
- Ophioteichus
- Ophiotjalfa
- Ophiotylos
- Ophiotypa
- Ophiozona
- Ophiura
- Ophiuraster
- Ophiuroglypha
- Ophiurolepis
- Perlophiura
- Sinophiura
- Spinophiura
- Stegophiura
- Theodoria
- Uriopha